# Maria Spînu
Maria Spînu (n. 24 martie 1985, Criuleni, raionul Criuleni, Republica Moldova) este o fotbalistă din Republica Moldova, care a jucat în poziția de fundaș la echipa națională de fotbal feminin a Republicii Moldova.